# La Marseillaise 1989
De 10e editie van de La Marseillaise werd gehouden op 7 februari 1989 in Frankrijk. De wielerwedstrijd ging over 141 kilometer en werd gewonnen door de Fransman Thierry Claveyrolat gevolgd door Guido Winterberg en Ronan Pensec.

## Uitslag
| La Marseillaise 1989 |                     |                      |          |
| Plaats               | Naam                | Ploeg                | Tijd     |
| Winnaar              | Thierry Claveyrolat | R.M.O.               | 3u40'17" |
| 2                    | Guido Winterberg    | Helvetia-La Suisse   | z.t.     |
| 3                    | Ronan Pensec        | Z-Peugeot            | z.t.     |
| 4                    | Éric Caritoux       | R.M.O.               | z.t.     |
| 5                    | Robert Forest       | Fagor-MBK            | z.t.     |
| 6                    | Jacques Decrion     | Super U-Raleigh      | z.t.     |
| 7                    | Robert Millar       | Z-Peugeot            | z.t.     |
| 8                    | Roland Le Clerc     | Caja Rural-Paternina | z.t.     |
| 9                    | Mauro Ribeiro       | R.M.O.               | z.t.     |
| 10                   | Jean-Marie Wampers  | Panasonic-Isostar    | +3'06"   |

1980 · 1981 · 1982 · 1983 · 1984 · 1985 · 1986 · 1987 · 1988 · 1989 · 1990 · 1991 · 1992 · 1993 · 1994 · 1995 · 1996 · 1997 · 1998 · 1999 · 2000 · 2001 · 2002 · 2003 · 2004 · 2005 · 2006 · 2007 · 2008 · 2009 · 2010 · 2011 · 2012 · 2013 · 2014 · 2015 · 2016 · 2017 · 2018 · 2019 · 2020 · 2021 · 2022 · 2023 · 2024 · 2025